# Raúl Morodo
Raúl Morodo Leoncio (Ferrol, 1935), é um jurista, embaixador e político espanhol.
Estudou até ao bacharelato no Colégio Tirso de Molina em Ferrol, e em 1952 parte para Salamanca para estudar direito. Na capital salmantina licenciou-se em 1958, doutorando-se posteriormente.
Em 1968, em conjunto com Enrique Tierno Galván e outros funda em Madrid o Partido Socialista do Interior (PSI), do qual será o primeiro secretário geral. Pela sua atividade política durante o franquismo será detido e desterrado para aldeias da província de Albacete. Em 1974 o PSI muda o seu nome para Partido Socialista Popular (PSP). Em 1977 obtém um dos cinco lugares desta formação nas eleições para as Cortes Constituíntes, pelo círculo de Madrid. Em 1978 o seu partido funde-se com o PSOE, e abandona a política de primeira fila e também a secretaria geral do PSP. Com a vitória do PSOE, em 1983 é nomeado embaixador-representante permanente da Espanha na Unesco, posto que ocuparia durante dois anos.
Raúl Morodo foi reitor da Universidade Internacional Menéndez Pelayo de 1980 a 1983.
Nas eleições para o Parlamento Europeu de 1987 realizadas em Espanha é eleito na candidatura do Centro Democrático e Social encabeçada por Eduard Punset, e nas eleições europeias de 1989 revalida de novo o cargo, apesar do recuo da sua formação. De 1989 a 1992 foi vice-presidente da Internacional Liberal e Progressista. Em 1991 apresentou-se às eleições para presidente do CDS, numa candidatura conjunta com Rosa Posada como secretária geral, mas foram derrotados pelo duo Rafael Calvo Ortega (presidente) e Antoni Fernández Teixidó (secretário geral) por 445 votos contra 339.
Afastado de novo da política, reincorporou-se no ensino universitário, pois desde que se doutorara em Salamanca fora sucessivamente professor de direito político nas universidades de Oviedo, Alcalá de Henares, UNED e Complutense, nesta última desde 1976. Em 1995, no último governo de Felipe González, regresa à vida diplomática, e é nomeado embaixador em Portugal, cargo que desempenharia até 1999, já no governo de José María Aznar, tendo sido seu objetivo "relançar o iberismo democrático de cooperação". Em 2004 José Luis Rodríguez Zapatero nomeia-o embaixador na Venezuela e a partir de 2005 também lidera a legação na Guiana. Em 2007 é afastado dos dois cargos, e passa ao segundo plano da vida política.
A 23 de agosto de 1996, foi agraciado com o grau de Grã-Cruz da Ordem do Infante D. Henrique; a 29 de dezembro de 1998, foi agraciado com o grau de Grã-Cruz da Ordem Militar de Cristo, ambos de Portugal.

## Obras
- Siete semblanzas políticas: republicanos, falangistas, monárquicos, Barcelona: Planeta, 2010, 1ª, 265 pp.
- Fernando Pessoa y otros precursores de las revoluciones nacionales europeas. Madrid: Biblioteca Nueva, 2005
- La transición política; prólogo de Alfonso Guerra. Madrid: Ed. Tecnos, 1994; reed. Madrid: Tecnos, 2004
- Atando cabos: Memorias de un conspirador moderado. Madrid: Taurus, 2001
- Con Pablo Lucas Murillo de la Cueva El ordenamiento constitucional de los partidos políticos. México: Universidad Nacional Autónoma, 2001
- Teatro de liberación: Alberti, García Lorca, Sartre, Ed. Girol (1989)
- Tierno Galván y otros precursores políticos. Madrid: El País, 1987
- Los orígenes ideológicos del franquismo: Acción Española. Madrid: Alianza Editorial, 1985, 2ª ed.
- Por una sociedad democrática y progresista. Madrid: Turner, 1982
- Vários autores: Los partidos políticos en España, Barcelona, Lábor, 1979.
- Com Enrique Tierno Galván, Estudios de pensamiento político (1976).
- Política y partidos en Chile: las elecciones de 1965. Taurus, 1970.
- El federalismo y el federalismo europeo, Tecnos (1965)